# Колерія
Колерія (Kohleria) — рід рослин родини геснерієвих (Gesneriaceae). Це зазвичай тропічні трави або напівкущі з фіолетовими стеблами та яскравими квітками з характерними плямами. Мають розвинені кореневища та характеризуються сплячим періодом при розмноженні. Згідно з роботами Квіста і Скога (Kvist & Skog, 1992) рід має 19 видів, поширених у Центральній та Південній Америці.